# 彼得里夫卡 (斯捷帕尼夫卡市鎮)
46°56′35″N 30°1′47″E / 46.94306°N 30.02972°E
彼得里夫卡（烏克蘭語：Петрівка）是位於烏克蘭西南部的村莊，由敖德萨州羅茲季利納區的斯捷潘尼夫卡市鎮負責管轄。該村始建於1924年，面積0.44平方公里，海拔高度161米，2001年人口32，人口密度每平方公里72.56人。